# Дворец Шамси Асадуллаева
Дворец Шамси Асадуллаева или Дворец нефтяного короля — дом, дворцового типа, расположенный в столице Азербайджана Баку.
Решением Кабинета Министров Азербайджанской Республики от 2 августа 2001 года № 132 здание было включено в список недвижимых памятников истории и культуры местного значения.

## История
Дворец был построен в 1896 году по проекту архитектора Ивана Эделя по заказу Шамси Асадуллаева, одного из бакинских нефтепромышленников и миллионеров. Здание располагается на пересечении улиц Братьев Мардановых (Прачечная) 9, улица Толстого (Гимнасическая) 183 и улица Ази Асланова (Карантинная) 84.
Поскольку Шамси Асадуллаева называли «Королем нефти и керосина», дворец часто называли «Дворцом нефтяного короля». Главный офис его компаний располагался на первом этаже этого здания.
В этом дворце также выросла писательница Банин, внучка Шамси Асадуллаева, азербайджанского писателя, жившей и работавшей впоследствии во Франции. По ее воспоминаниям, после советской оккупации дворец был конфискован, а их семье выделили для проживания всего 2 комнаты.
После восстановления независимости Азербайджана решением № 132 Кабинета Министров Азербайджанской Республики от 2 августа 2001 года здание было включено в список недвижимых памятников истории и культуры местного значения.

## Архитектура
В плане здания, расположенного на пересечении трех улиц, специально выделены полукруглые углы, завершенные куполом. Здания угловой формы часто встречаются в работах Эделя. Здание построено в классическом стиле с многочисленными балконами с большими каменными кронштейнами.
После постройки первый этаж дворца отдали под служебные конторы и офисы. К боковым блокам применена двухрядная система, которая соединяет блоки длинной трехрядной системой. Архитектор Эдель расширил угловой салон по диагонали и частично увеличил полезную площадь. Первый этаж с высоким фронтоном и большими полукруглыми оконными проемами отличается впечатляющей монументальностью и совершенством.
Второй этаж более роскошен за счет своей внутренней планировки. Фасад представлен небольшими портиками из колонн ионического ордера и карнизом с приподнятыми профилированными кронштейнами.
Третий этаж интегрирован в структуру фасада с большими оконными проемами, профилированными с тонкими каймами и с выпуклыми резными замковыми камнями. Оконные проемы завершены декорированными пилястрами коринфского ордера. Природную красоту фасаду придают каменные капители, над которыми идет рельефный фриз и карниз с орнаментами.

## Фотогалерея

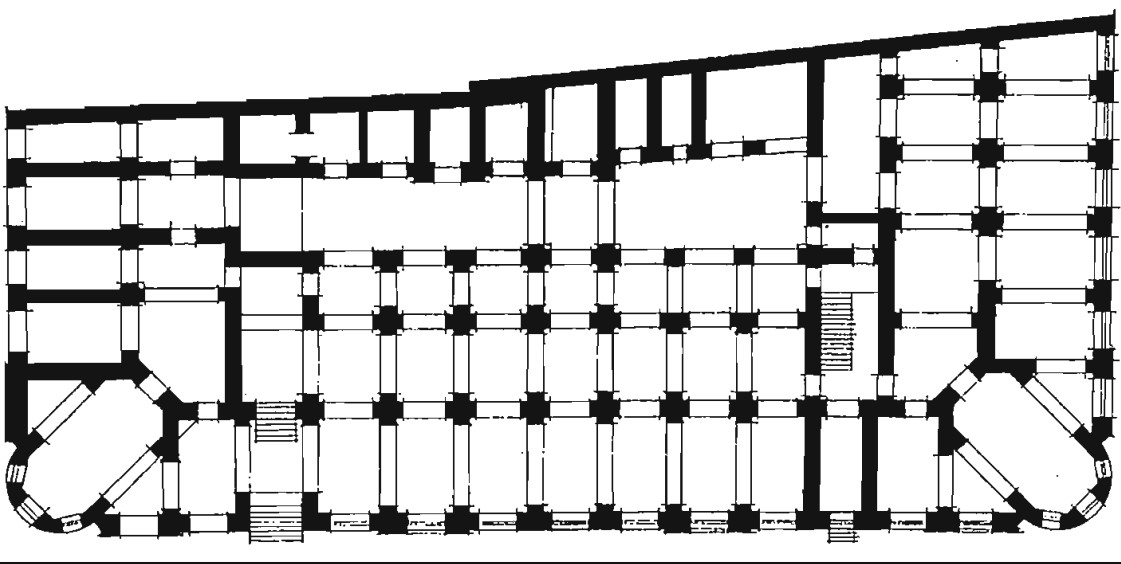
План дома
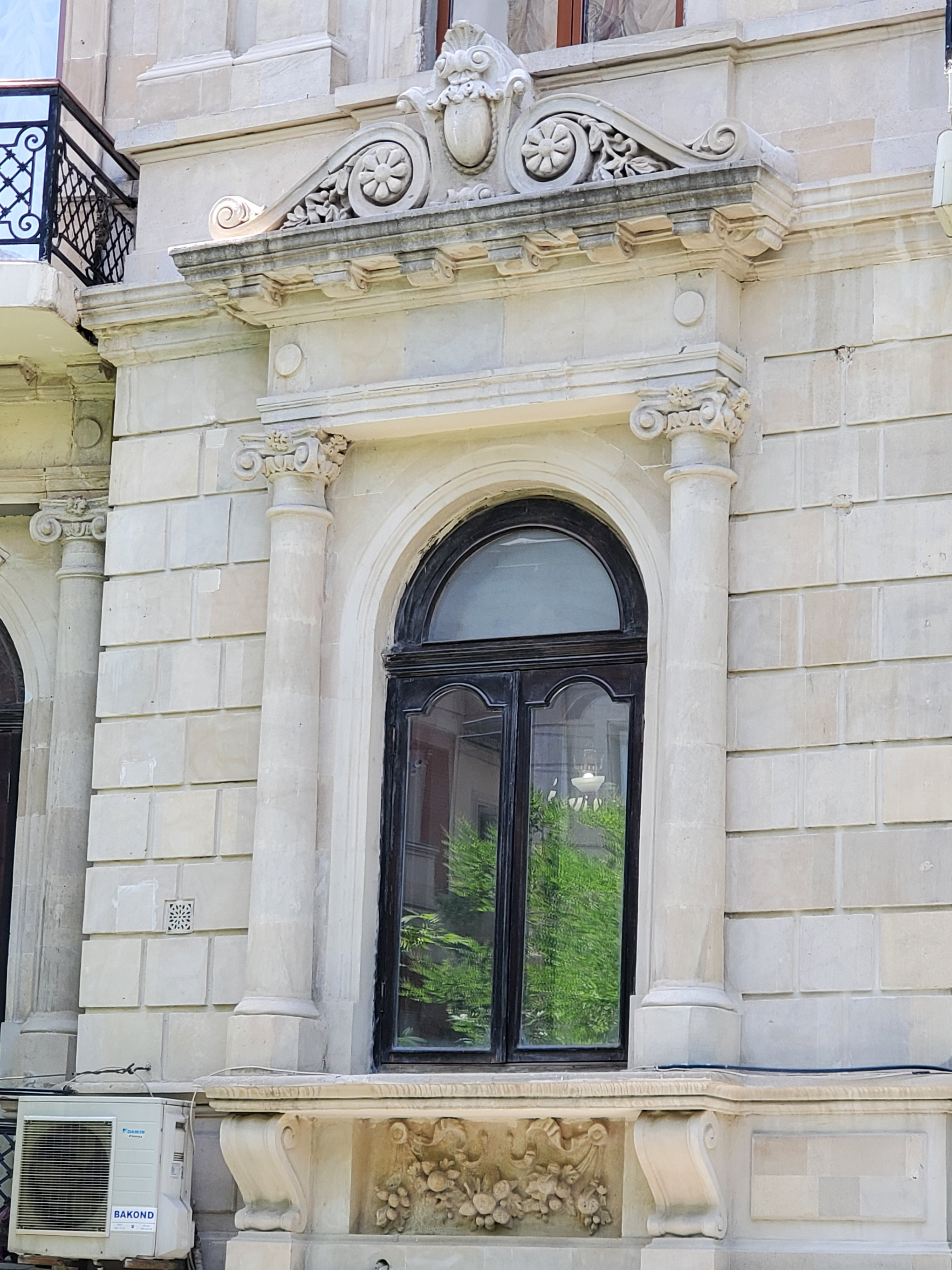
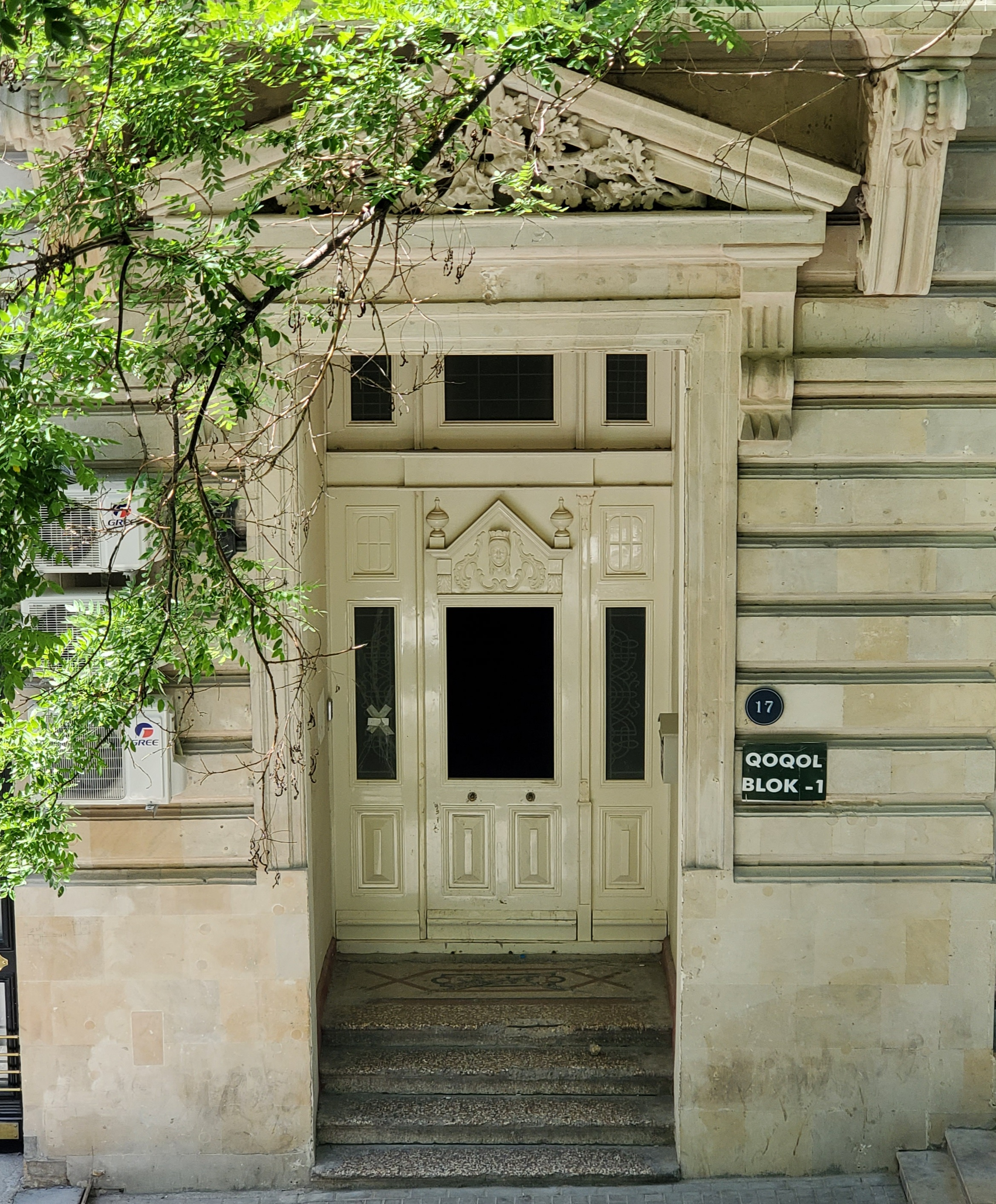
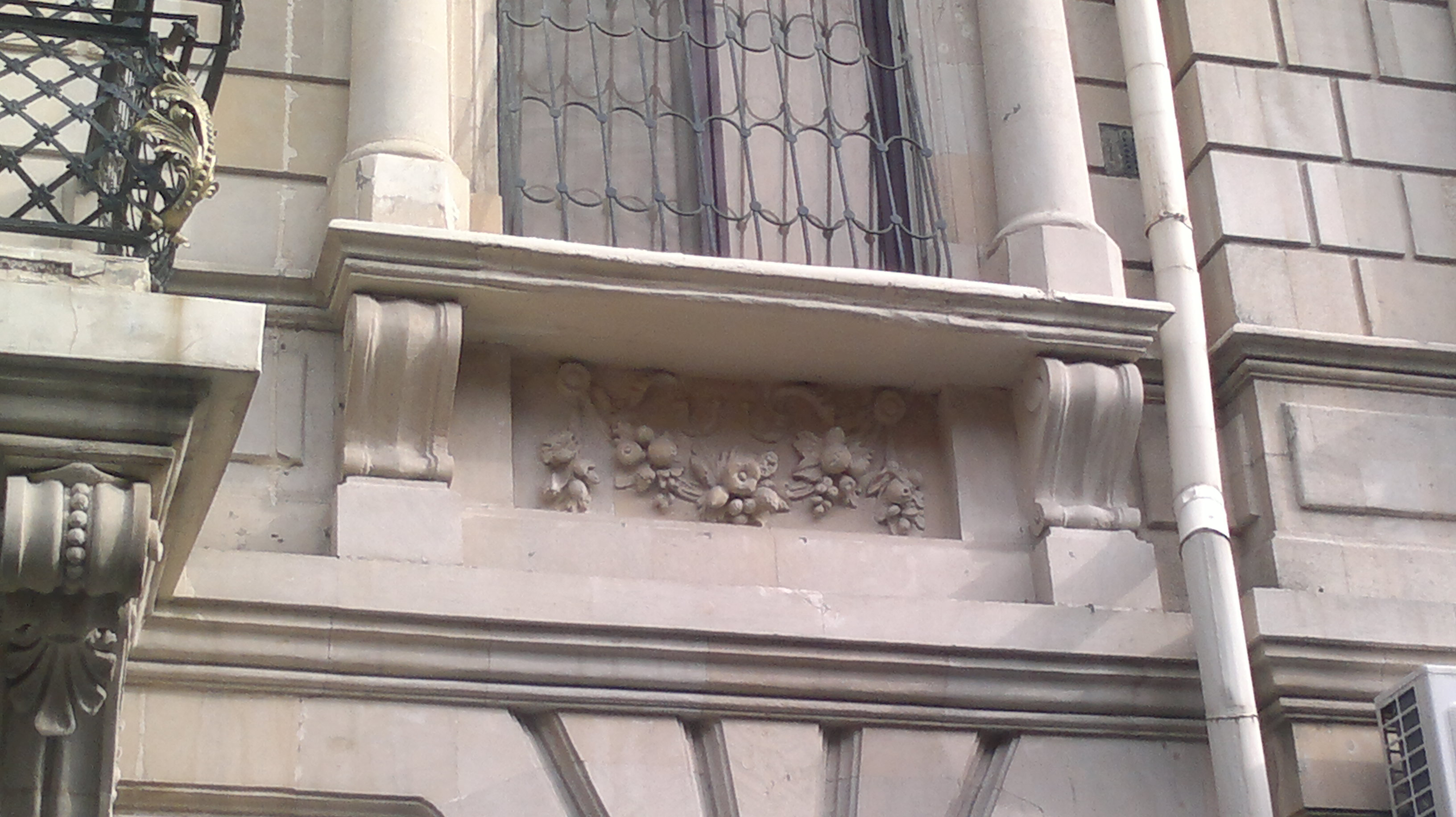
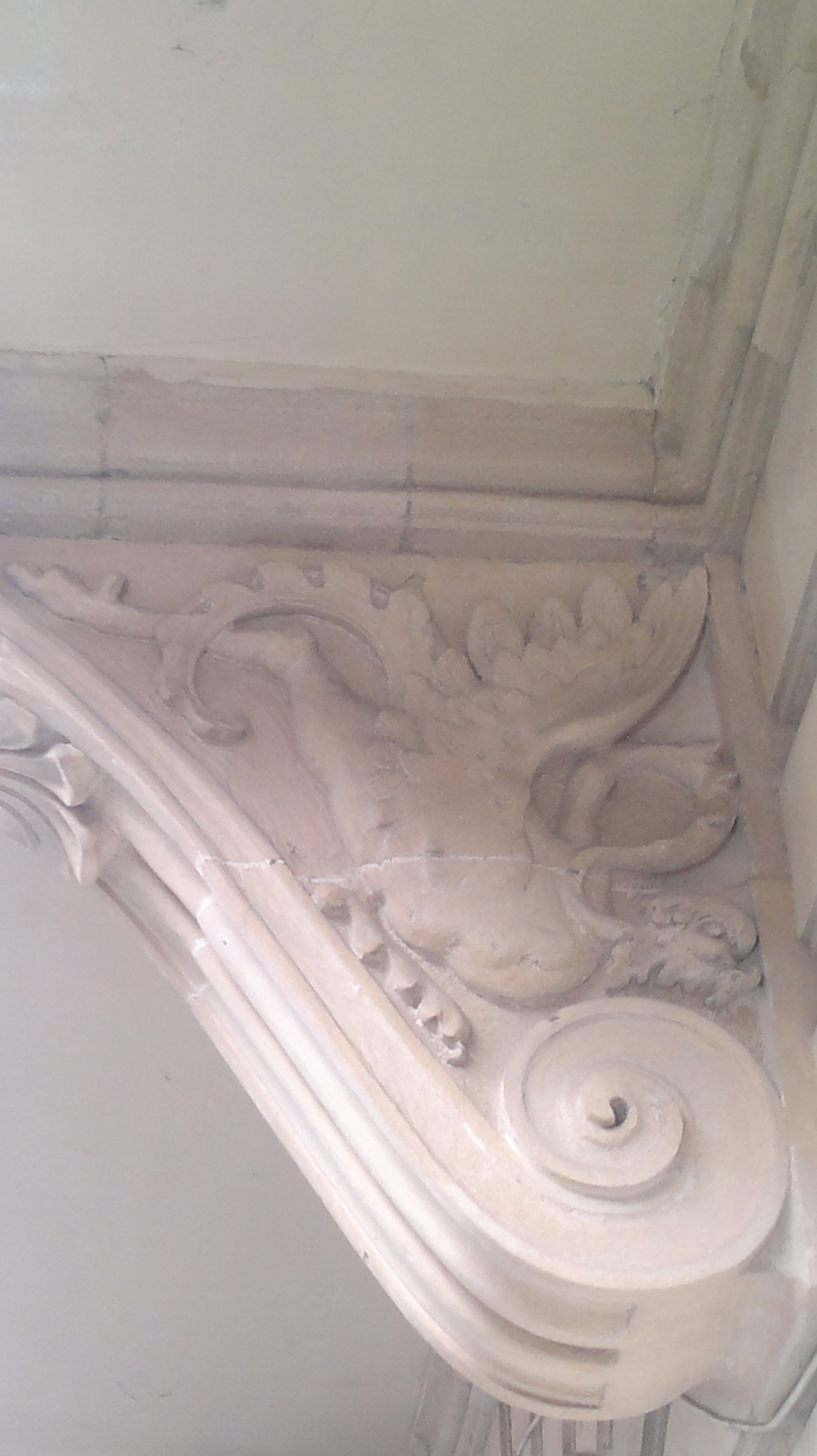
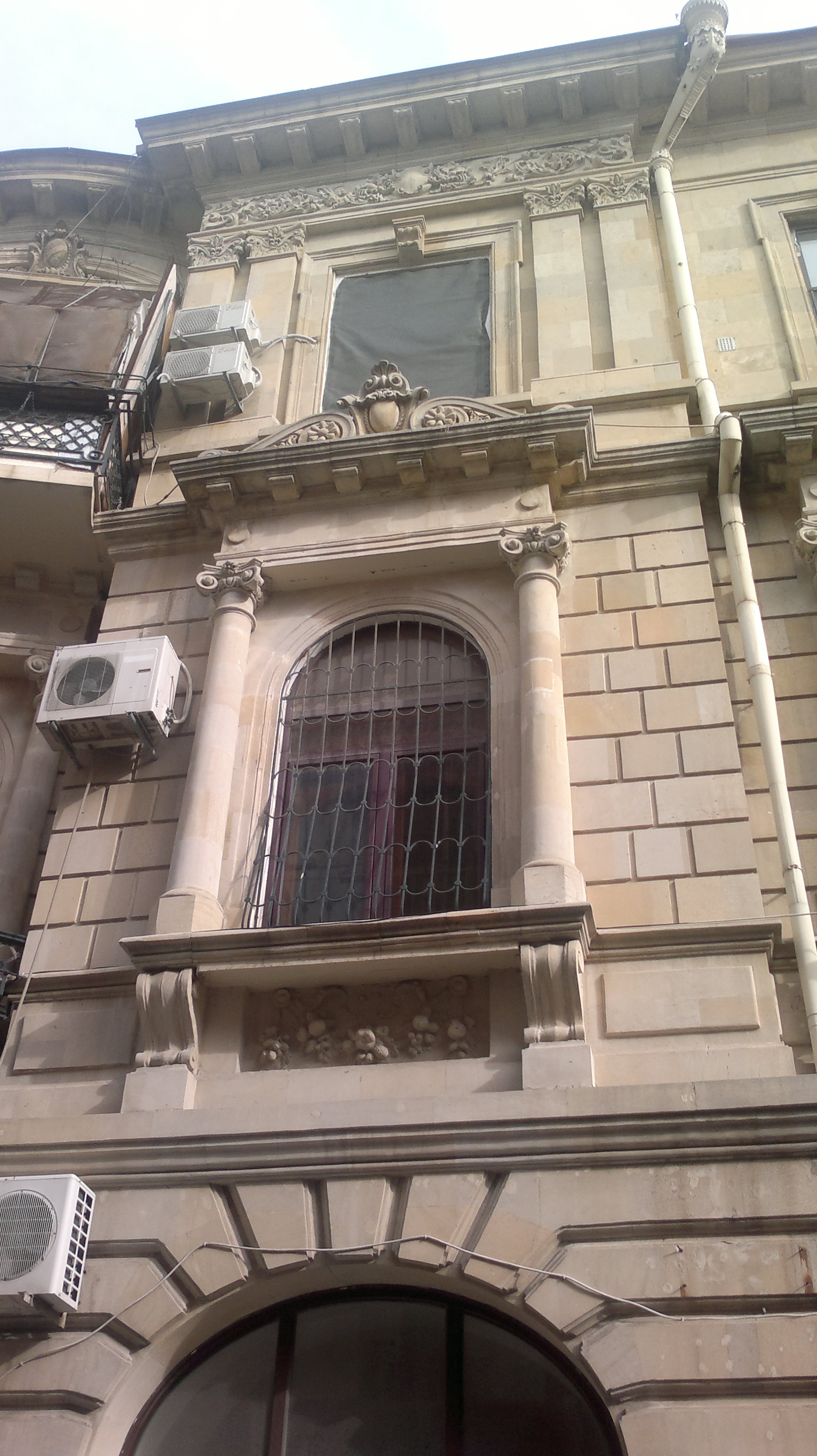
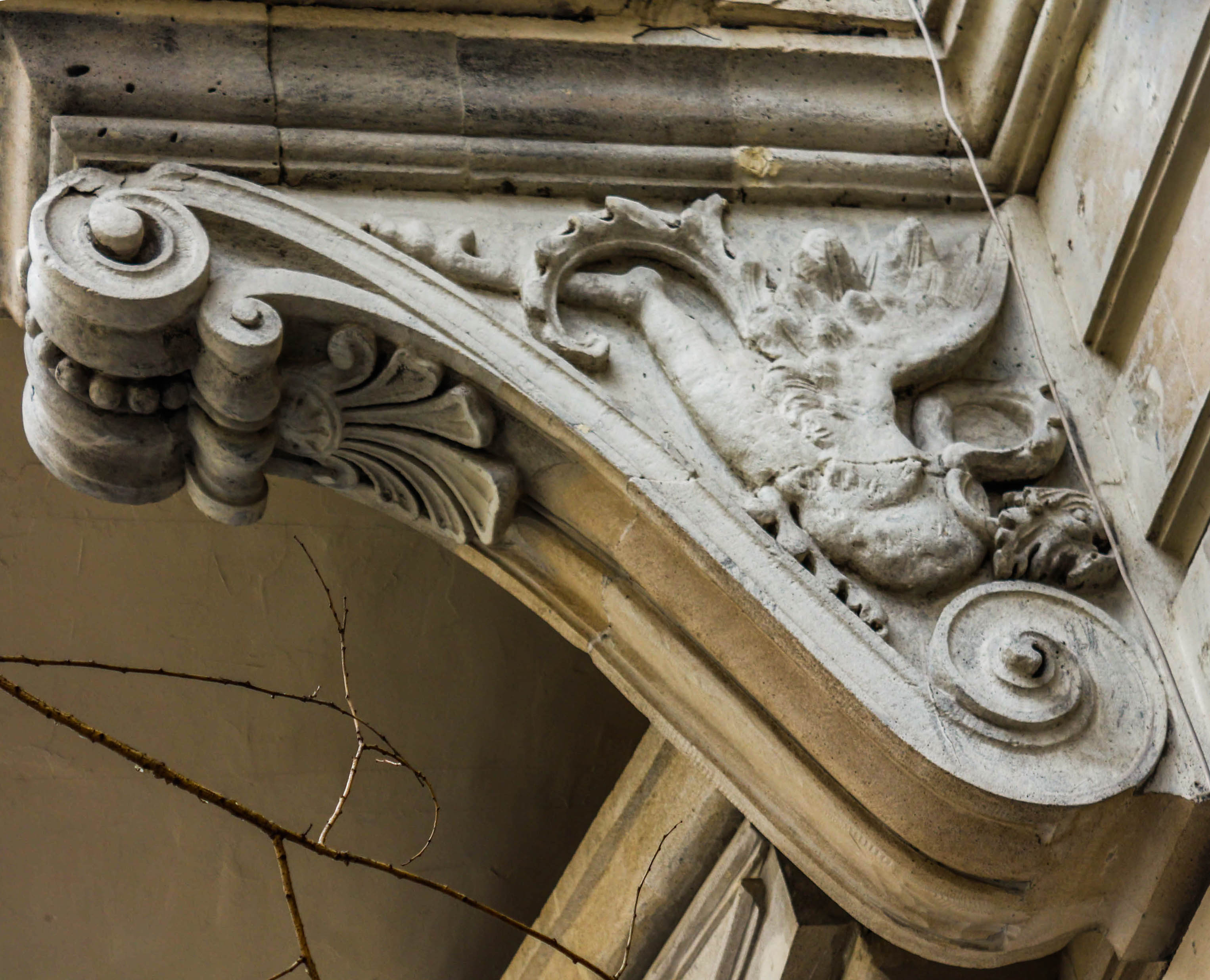
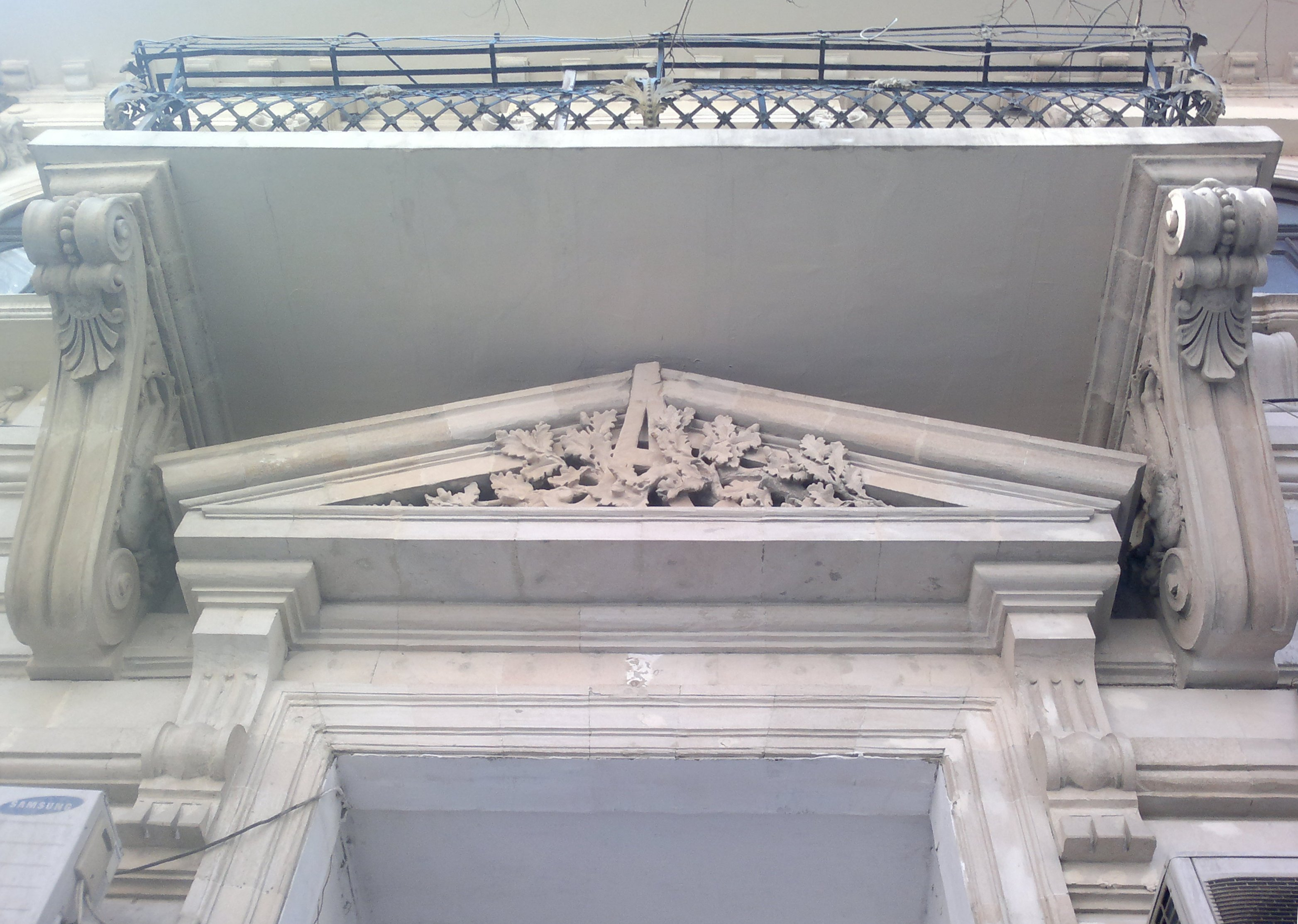